# Breithülen
Breithülen ist ein Ortsteil der Gemeinde Heroldstatt im Alb-Donau-Kreis in Baden-Württemberg. Der Ort liegt an der Landstraße 230 zwischen Magolsheim und Heroldstatt.

## Geschichte
Breithülen wird im 12. Jahrhundert erstmals urkundlich erwähnt. Hüle ist eine im Bereich der Schwäbischen Alb gebräuchliche Bezeichnung für die in dieser Region typischen Dorfteiche.
Anfang des 15. Jahrhunderts wurde ein Hof des Klosters Blaubeuren zu Braithüle verkauft. Im 16. Jahrhundert war der Ort nur noch als Flurname (Braidthilen) nachweisbar. Erst 1895 entstand wieder ein Hof, der noch im gleichen Jahr als Teil des Truppenübungsplatzes angekauft wurde.  
Im Zuge der Rekommunalisierung des gemeindefreien Gutsbezirks Münsingen (Landkreis Reutlingen) wurde zum 1. Januar 2011 die 77,5 Hektar große und 64 Einwohner zählende Wohnsiedlung Breithülen nach Heroldstatt umgegliedert.